# Acripia banakana
Acripia banakana is een vlinder van de familie van de visstaartjes (Nolidae). De wetenschappelijke naam van deze soort is voor het eerst voorgesteld door Felix Bryk in een publicatie uit 1913.
De soort komt voor in Kameroen.